# Corus albomarmoratus
Corus albomarmoratus är en skalbaggsart som beskrevs av Stefan von Breuning 1949. Corus albomarmoratus ingår i släktet Corus och familjen långhorningar.
Artens utbredningsområde är Kenya. Inga underarter finns listade i Catalogue of Life.